# Sierra de Collserola

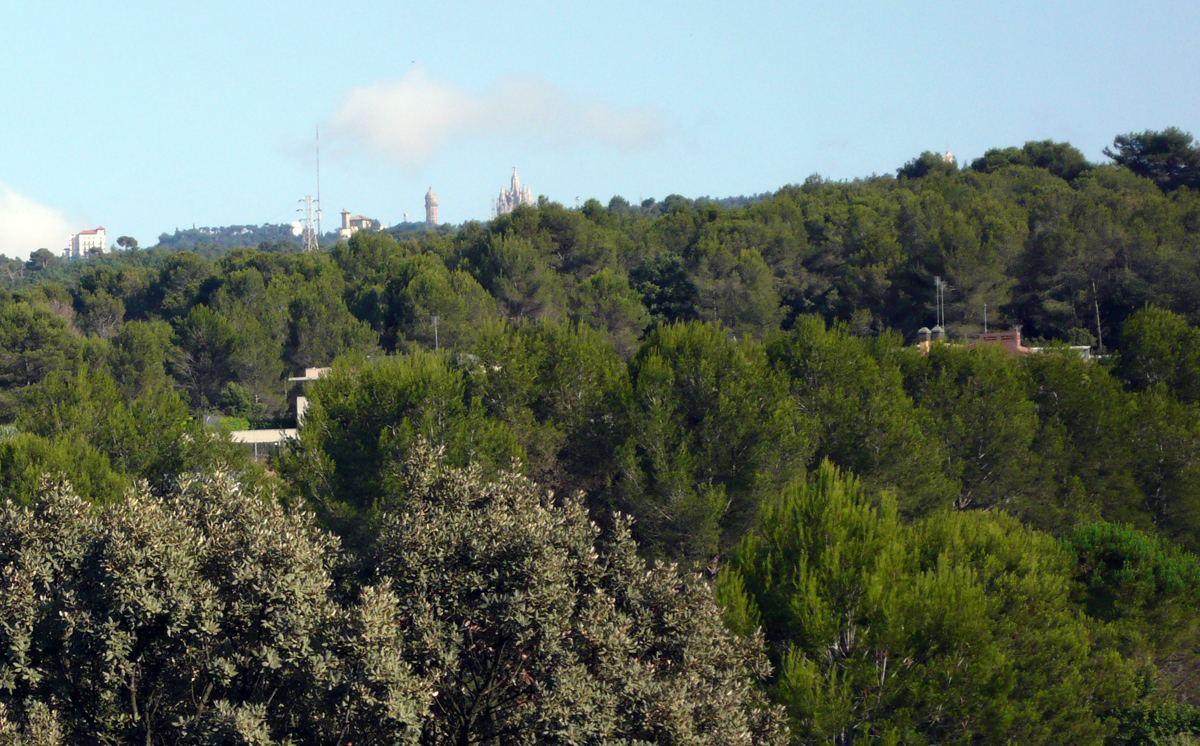
Imagen de San Cugat del Vallés, con la sierra de Collserola en segundo término.

La sierra de Collserola (pronunciación en catalán: /kuʎsəˈɾɔɫə/) o macizo de Collserola es un área montañosa y parque periurbano situado en la provincia de Barcelona, cerca de la ciudad del mismo nombre. Es uno de los parques metropolitanos más grandes del mundo.

## Origen del nombre
El nombre de Collserola procede de «Coll (de) s'Erola», denominación arcaica del Coll de l'Erola ('Collado de la Erola'), paso situado entre el Tibidabo y el Turó de Santa Maria, por donde pasa actualmente la carretera de la Rabassada.

## Geografía
El macizo de Collserola es una prolongación de la cordillera Litoral catalana. Abarca una superficie de unas 11 000 hectáreas (110 km²). Rodeando el macizo se encuentran los valles fluviales de los ríos Besós y Llobregat, así como la llanura de Barcelona y la depresión del Vallés.

### Geología
Mientras que al norte del Besós predominan los materiales graníticos y al sur del Llobregat los materiales calcáreos, Collserola está formada principalmente por pizarras.
Solo excepcionalmente se encuentran afloramientos de otros materiales, como las calizas del Puig d'Olorda, intensamente explotadas para la elaboración de cemento. 
Esta abundancia de materiales metamórficos se debe a la irrupción de una masa granítica en el transcurso de la orogenia hercínica hace 300 millones de años. Más tarde, la orogenia alpina modificó la sierra, produciendo una mayor ondulación y una fractura en fallas. 
Sus relieves son suaves y de escasa altura. La cima más alta es el Tibidabo, con 512 metros sobre el nivel del mar de altitud. Otras cimas importantes son el Turó del Puig (477,2 m s.n.m.), el Turó de la Vilana (445,4 m s.n.m.), el Puig d'Olorda (436,4 m s.n.m.), el Turó de Valldaura (421,3 m s.n.m.), el Turó de la Magarola (o del Maltall) (431 m s.n.m.), Sant Pere Màrtir (389 m s.n.m.) y el Puig Madrona (332 m s.n.m.).

### Clima
El clima de Collserola es mediterráneo. Es bastante estable en toda la región (14,4 °C de temperatura media anual y 619 mm anuales de precipitaciones), si bien con pequeñas variaciones locales (microclimas) debidas a la orientación, la altitud, la exposición a los vientos, la cobertura boscosa y otros factores. El observatorio Fabra, situado a 432 m, es la única fuente fiable de datos meteorológicos y funciona ininterrumpidamente desde 1918.

### Hidrografía
La red hidrográfica de Collserola es reducida, de régimen torrencial y con escaso volumen de agua. La cuenca del Llobregat es la más extensa, destacando la riera de Vallvidrera (también conocida como La Rierada), que recorre 8 km y es el único curso de agua permanente de la sierra. La cuenca del Besós recoge el agua de las vertientes norte y este de la sierra a través de la riera de Sant Cugat.

### Flora
Contiene una amplia variedad de ambientes naturales mediterráneos, predominantemente boscosos, aunque también abundan las formaciones de vegetación baja (maquia).
La formación potencial predominante es el encinar litoral (estrato arbóreo de encina con un segundo estrato arbustivo de durillo) y, en buena parte de la vertiente de l'Obac (vertiente sombría), el encinar con roble cerrioide. Sin embargo, debido a la alteración humana (incendios, pastizal, etc.) la mayor parte de la sierra se encuentra actualmente cubierta por pinares de pino blanco.
En la vertiente más soleada abundan los prados secos, dominados por gramíneas y donde crecen arbustos como la genista o el torvisco.
Un 6,4 % del territorio de Collserola son zonas de cultivo.

### Fauna
La fauna de Collserola es mucho más rica de lo que cabría esperar en un espacio natural metropolitano, gracias en buena parte a la gran diversidad de ecosistemas. El encinar con roble alberga mamíferos como el jabalí, la jineta y el ratón de campo. También se encuentran otros animales como el zorro, la comadreja, la ardilla roja, el tejón, el conejo, erizo y la salamandra común. Entre las aves pueden mencionarse el herrerillo capuchino, el carbonero común, el mirlo, el petirrojo, el gavilán, el azor y el cárabo común. En la maquia abundan diversas especies de curruca, una de las aves más características del paisaje arbustivo mediterráneo. El único pez autóctono es el Barbo colirrojo (Barbus haasi), el cual se halla restringido a la Rierada.

## Entorno humano
La huella humana está muy presente en la sierra, tanto en la modificación del paisaje como en la cantidad de restos arqueológicos (especialmente poblados ibéricos uno de ellos la Peña del Moro en el punto fronterizo entre los municipios de Sant Just Desvern, Sant Feliu de Llobregat y Esplugues de Llobregat) y construcciones que se encuentran. Hay numerosas ermitas como Sant Medir, Sant Bartomeu de la Quadra, Santa Cruz de Olorde y Sant Iscle de les Feixes. La masía de Can Coll, en Sardañola del Vallés alberga un museo de la vida rural.
El territorio de la sierra se reparte en nueve municipios: Barcelona, Sardañola del Vallés, Esplugas de Llobregat, Molins de Rey, Moncada y Reixach, El Papiol, San Cugat del Vallés, San Felíu de Llobregat y San Justo Desvern.
En la sierra de Collserola se encuentra ubicado el cementerio metropolitano de Barcelona, el Cementerio de Collserola. 

### Torre de Collserola
Encima del "Turó de la Vilana", a 445 m de altitud, se alza la Torre de Collserola, torre de telecomunicaciones inaugurada en 1992 con el motivo de los Juegos Olímpicos de 1992. La promotora del proyecto y actual propietaria es la Sociedad Anónima Torre de Collserola (sus accionistas son Telefónica con un 30,40%, Retevisión, con un 41,75%, el Centro de Telecomunicaciones y Tecnologías de la Información de la Generalidad de Cataluña con un 22,85% y la Entidad Metropolitana del Transporte con un 5%). La torre mide 288 metros de altura y el autor del proyecto fue el arquitecto británico Norman Foster.

### Barrios de Collserola
Collserola engloba los siguientes territorios:
- Torre Baró
- Ciutat Meridiana
- Vallvidrera
- Les Planes
- Tibidabo

## Protección
En 1987 se creó el Parc de Collserola (Parque de Collserola), un parque periurbano que tiene una superficie de 8465 hectáreas. Está gestionado por la Diputación de Barcelona, junto con los restantes municipios que lo conforman.
El 19 de octubre de 2010, la Generalidad de Cataluña declaró la sierra de Collserola parque natural y se integra en el consorcio que gestiona el parque.

## Amenazas ecológicas

### Urbanización
Se urbaniza en todos los municipios del entorno de Collserola, lo que supone una pérdida cada vez mayor de espacio para el parque. Ello tiene también como consecuencia su aislamiento de los espacios naturales cercanos (San Lorenzo del Munt, Garraf-Ordal, Sierra de Marina).

### Fragmentación
Los túneles de Vallvidrera y otros proyectos parecidos amenazan con convertir el espacio natural de Collserola en unas manchas forestales aisladas entre vías y urbanizaciones.